# مجموعه ورزشی کاچامی
مجموعه ورزشی کاچامی (اسپانیایی: Polideportivo Cachamay‎) یا ورزشگاه کاچامی یک مجموعه ورزشی چند منظوره واقع در سیوداد گویانا، ونزوئلا است که در سال ۱۹۹۰ بنا نهاده شده‌است.
این ورزشگاه یکی از ۹ ورزشگاه میزبان کوپا آمریکا ۲۰۰۷ بود.